# Étang de l'Olivier

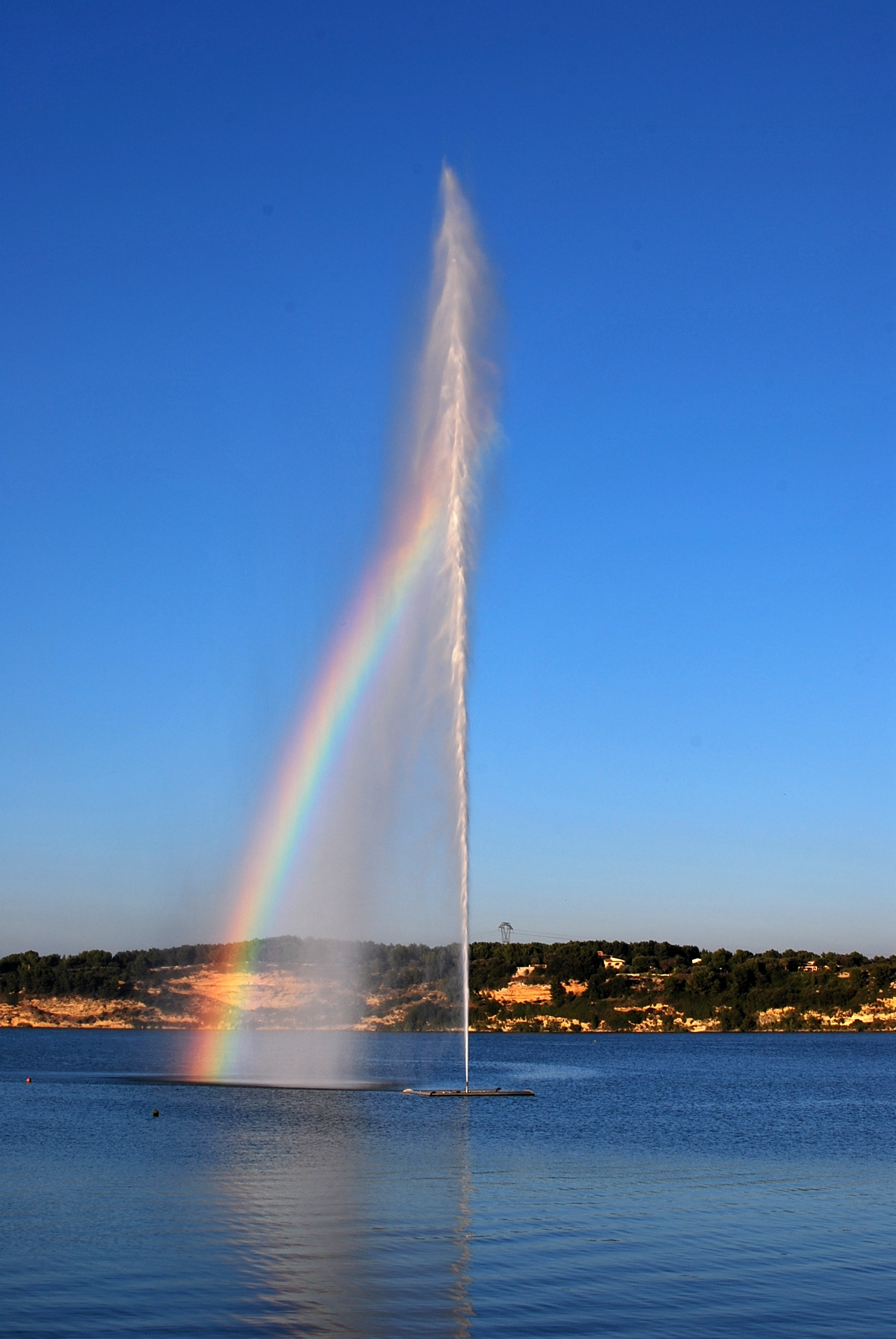
De waterstraal op het Étang de l’Olivier

Étang de l’Olivier is een 220 ha groot meer in de Franse stad Istres.
In het meer spuit een waterstraal van 50 m hoog.

## Geschiedenis
De oudste bekende bewoning in Istres vond plaats op de rotspunt van Castellan, 40 m boven het meer. Het Oppidum van Castellan werd af en aan bewoond tussen de 6e en de 1e eeuw v.Chr. In de Gallo-Romeinse periode verplaatste de bebouwing zich verder naar het zuiden, weg van het meer. En het middeleeuwse Istres lag nog zuidelijker.
Étang de l’Olivier was oorspronkelijk een zout meer, waar de bevolking aan zoutwinning deed. Aan de oevers van het meer werden olijfbomen aangeplant, waar het meer zijn naam aan ontleent. In 1564 werd het Canal de Craponne gegraven, dat water van de Durance afleidde voor irrigatie. Deze toevoer van zoet water verlaagde het zoutpeil van het water en dit betekende het einde van de zoutwinning. Verder fluctueerde het waterpeil sterk en overstroomde het meer soms in de lager gelegen wijken van Istres. En er ontstonden moerassen rond de oevers die als ongezond werden beschouwd. Daarom werd tussen 1650 en 1667 het kanaal van Cascaveau gegraven dat het meer verbond met het Étang de Berre. Dit 785 m lange kanaal liep 500 m ondergronds. Dit kanaal zorgde voor een toestroom van zout water uit het Étang de Berre. In het zoute water werden mosselen gekweekt. Na de aanleg van een tweede irrigatiekanaal werd het water in het Étang de l’Olivier opnieuw minder brak.
In de loop van de 19e en de 20e eeuw breidde Istres zich uit langs het meer. Op de oevers werden wandelpaden en een plantentuin aangelegd.